# Nebrowo Wielkie
Nebrowo Wielkie [pronunciación en polaco: /nɛˈbrɔvɔ ˈvjɛlkʲɛ/] es una localidad situada en el municipio (gmina) de Sadlinki, en el distrito de Kwidzyn, voivodato de Pomerania, Polonia. Según el censo de 2011, tiene una población de 337 habitantes.
Está situado aproximadamente 9 kilómetros al oeste de Sadlinki, a 16 kilómetros al sudoeste de Kwidzyn y a 80 kilómetros al sur de la capital regional, Gdańsk.